# VR-Bank Mainz
Die VR-Bank Mainz eG war ein Kreditinstitut in Rheinland-Pfalz. Die Bank fusionierte im Jahre 2014 mit der Volksbank Alzey-Worms eG. Seit dieser Zeit wird sie als Niederlassung der Volksbank Alzey-Worms eG weitergeführt.

## Geschichte
Die Gründung der VR-Bank Mainz erfolgte im Jahr 1895 durch 43 Bürger der damals selbstständigen Gemeinde Gonsenheim unter dem damaligen Namen „Spar- und Kreditverein zu Gonsenheim eGmuH“. 1921 wurde der „Spar- und Kreditverein zu Gonsenheim eGmuH“ zur „Volksbank zu Gonsenheim eG“. Im Laufe der Jahre wurde daraus die Volksbank Gonsenheim. 1970 erfolgte die Fusion mit der Spar- und Darlehnskasse Ober-Olm. Damit konnte das Geschäftsgebiet stark nach Süden ausgedehnt werden. 1998, im Zuge der Fusion der Volksbank Gonsenheim mit der Raiffeisenbank Heidesheim, erhielt die Bank ihren jetzigen Namen VR-Bank Mainz eG. 1999 kam als bislang letztes Institut die Volksbank Mainz-Finthen zur VR-Bank Mainz hinzu.

## Geschäftsstellen
Neben der Hauptstelle in Mainz-Gonsenheim gehörten zur VR-Bank Mainz eG die Geschäftsstellen in Mainz (Uninähe), Finthen, Ober-Olm, Wackernheim und Heidesheim, sowie weitere vier SB-Stellen. Eine Geschäftsstelle im nahen Mainz-Mombach wurde wieder aufgegeben.